# Michał Smalec
Michał Smalec (ur. 23 sierpnia 1981) – polski lekkoatleta, specjalista od długich dystansów, reprezentant Podlasie Białystok.

## Rekordy życiowe
- bieg na 3000 m – 8:09,61 (2010)
- bieg na 5000 m – 13:50,45 (2008)
- bieg na 10 000 m – 28:51,29 (2010)
- półmaraton – 1:04:42 (2009)